# Larry Stefanki
Larry Stefanki, né le 23 juillet 1957 à Elmhurst, Illinois, est un joueur et entraîneur de tennis professionnel américain.

## Carrière
En tant que joueur, il commença sa carrière en 1979. Il remporta un seul tournoi en simple (tournoi de La Quinta en 1985) et 3 en double, et fut classé 35e mondial.
Mais c'est en tant qu'entraîneur qu'il est surtout renommé : il fut en effet le mentor de John McEnroe, Tim Henman, Marcelo Ríos, et Ievgueni Kafelnikov, ces 2 derniers atteignant la place de no 1 mondial sous son office. Il était entraîneur de Fernando González jusqu'à fin 2008 et lui a permis d'atteindre son meilleur classement (5e). Larry a ensuite entraîné Andy Roddick. En 2009 Larry Stefanki lui permet de retrouver son meilleur niveau lui permettant d'atteindre à nouveau une finale en Grand Chelem à Wimbledon. À noter que Larry Stefanki a emmené Fernando González et Andy Roddick tous deux en finale d'un Grand Chelem, respectivement l'Open d'Australie 2007 et Wimbledon 2009, et qu'ils ont tous deux perdus face à Roger Federer.

## Palmarès

### Titre en simple messieurs
| No | Date       | Nom et lieu du tournoi       | Catégorie | Surface | Finaliste  | Score              |  |
| -- | ---------- | ---------------------------- | --------- | ------- | ---------- | ------------------ |  |
| 1  | 18-02-1985 | Pilot Pen Classic, La Quinta |           | NC      | David Pate | 6-1, 6-4, 3-6, 6-3 |  |

### Titres en double messieurs
| No | Date       | Nom et lieu du tournoi               | Catégorie | Dotation  | Surface         | Partenaire       | Finalistes                     | Score         |  |
| -- | ---------- | ------------------------------------ | --------- | --------- | --------------- | ---------------- | ------------------------------ | ------------- |  |
| 1  | 10-08-1981 | Tournoi de tennis de Stowe Stowe     |           | 75 000 $  | Dur (ext.)      | Johan Kriek      | Brian Gottfried Robert Lutz    | 2-6, 6-1, 6-2 |  |
| 2  | 08-11-1982 | Tournoi de tennis de Taïwan Taïwan   |           | 75 000 $  | Moquette (int.) | Robert Van't Hof | Fred McNair Tim Wilkison       | 6-3, 7-6      |  |
| 3  | 18-06-1984 | Tournoi de tennis de Bristol Bristol |           | 100 000 $ | Gazon (ext.)    | Robert Van't Hof | John Alexander John Fitzgerald | 6-4, 5-7, 9-7 |  |

### Finales en double messieurs
| No | Date       | Nom et lieu du tournoi           | Catégorie       | Dotation  | Surface         | Vainqueurs                     | Partenaire       | Score         |  |
| -- | ---------- | -------------------------------- | --------------- | --------- | --------------- | ------------------------------ | ---------------- | ------------- |  |
| 1  | 10-03-1980 | Stuttgart Indoor Stuttgart       | GP World Series | 75 000 $  | Dur (int.)      | Wojtek Fibak Tomáš Šmíd        | Tim Mayotte      | 6-4, 7-6      |  |
| 2  | 13-10-1980 | Tournoi de tennis de Chine Pékin |                 | 50 000 $  | Moquette (int.) | Ross Case Jaime Fillol         | Andy Kohlberg    | 6-2, 7-6      |  |
| 3  | 19-10-1981 | Tournoi de tennis du Japon Tokyo |                 | 125 000 $ | Terre (ext.)    | Heinz Günthardt Balázs Taróczy | Robert Van't Hof | 3-6, 6-2, 6-1 |  |
| 4  | 11-01-1982 | Benson and Hedges Open Auckland  |                 | 75 000 $  | Dur (ext.)      | Andrew Jarrett Jonathan Smith  | Robert Van't Hof | 7-5, 7-6      |  |